# Alziend oog

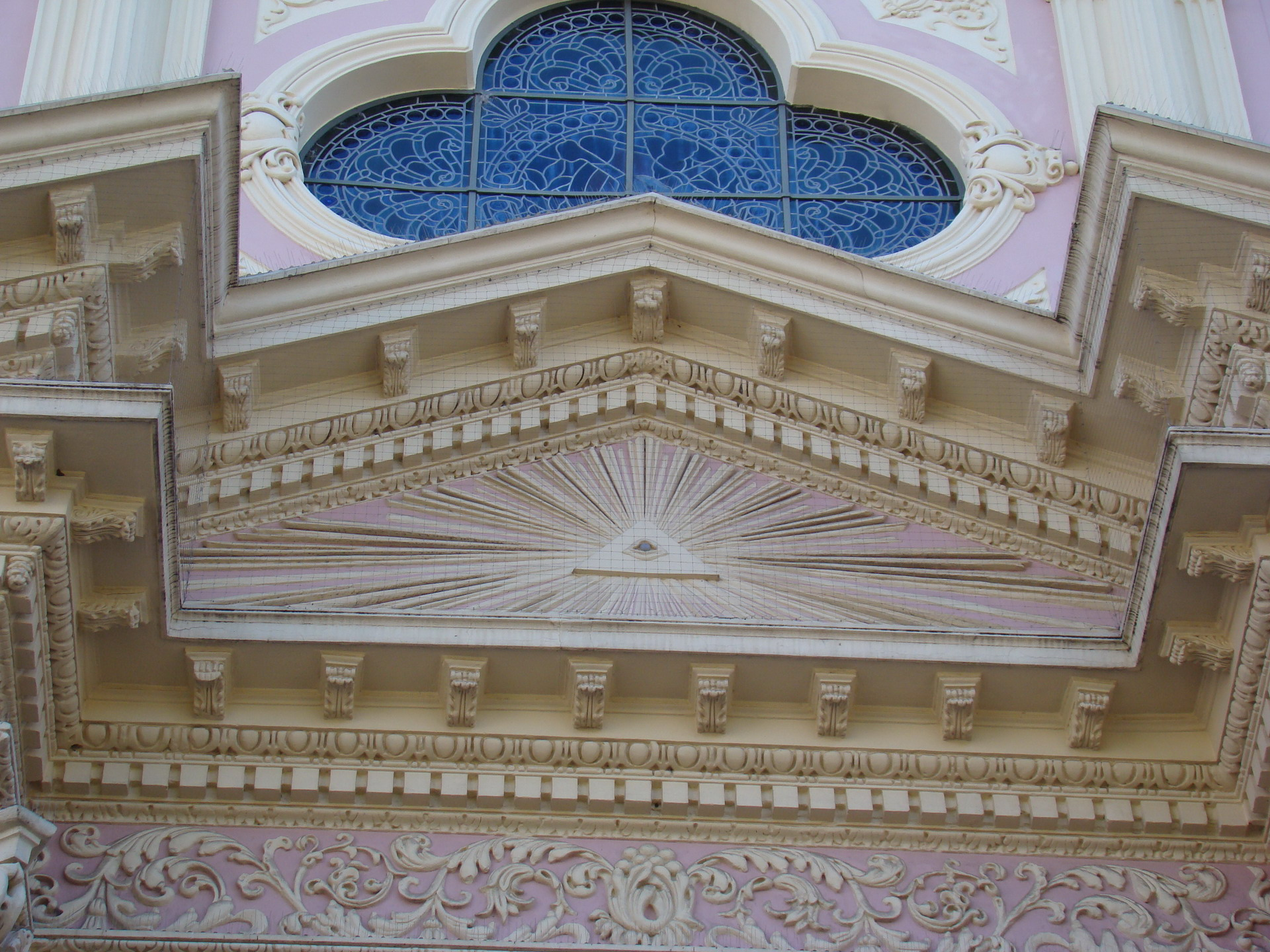
Alziend oog Kathedraal van Salta (Argentinië)

Het alziend oog of oog van de voorzienigheid is een symbool dat bestaat uit een oog, meestal geplaatst in een driehoek, omgeven door stralen. Oorspronkelijk komt het symbool uit het Oude Egypte als Oog van Horus, maar dan zonder driehoek.
De toegevoegde driehoek is voor het eerst te vinden in de late renaissance en verwijst naar de 
heilige drie-eenheid. Het alziende oog daarin is de goddelijke voorzienigheid, wat betekent Gods liefdevolle, zorgzame en waakzame aanwezigheid in het universum. Daarmee werd het oorspronkelijk als heidens beschouwde symbool ‘gekerstend’ en dus aanvaardbaar binnen de kerk. Het is te vinden in veel katholieke kerken en kathedralen.

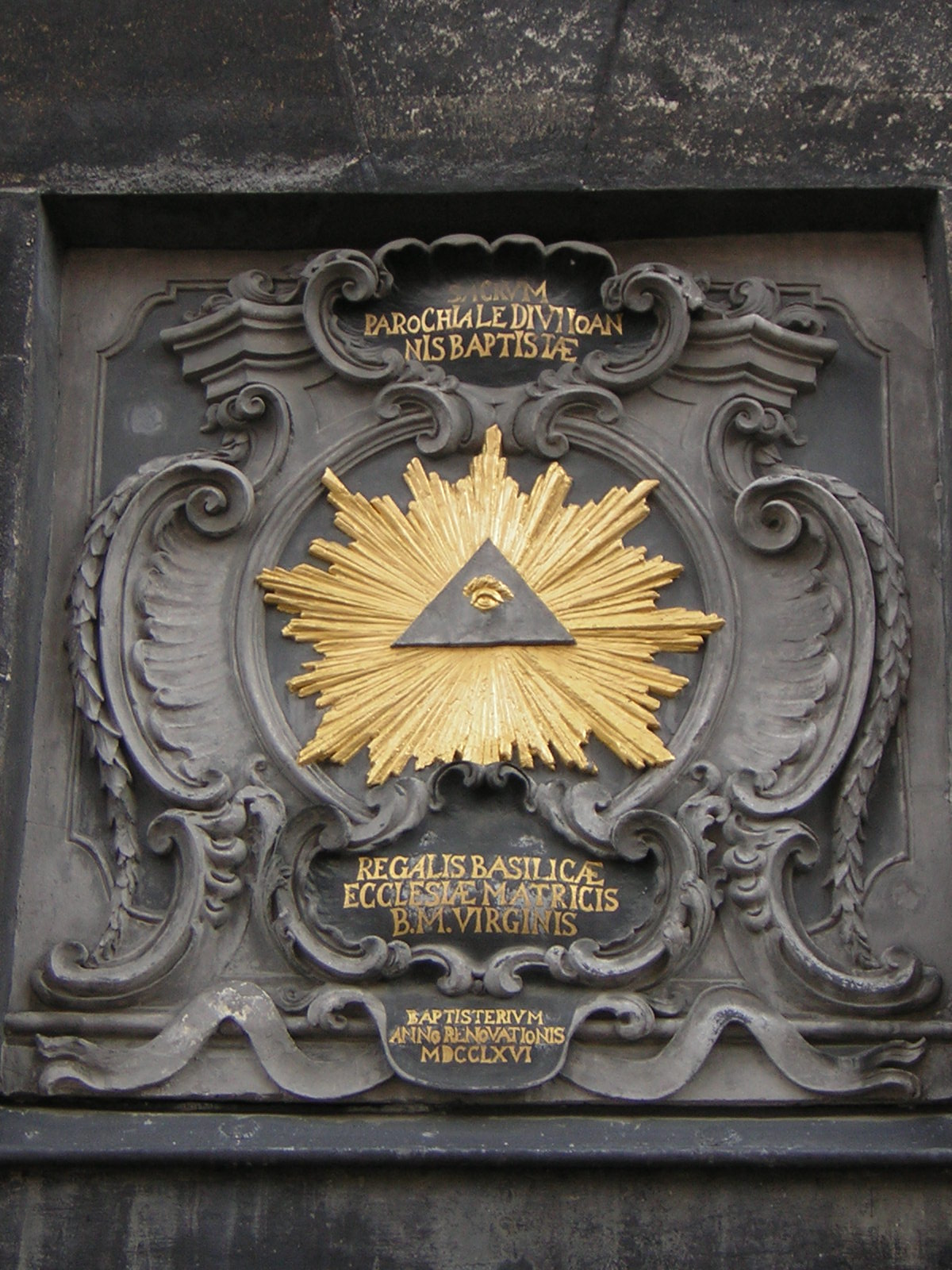
Alziend oog in de dom van Aken
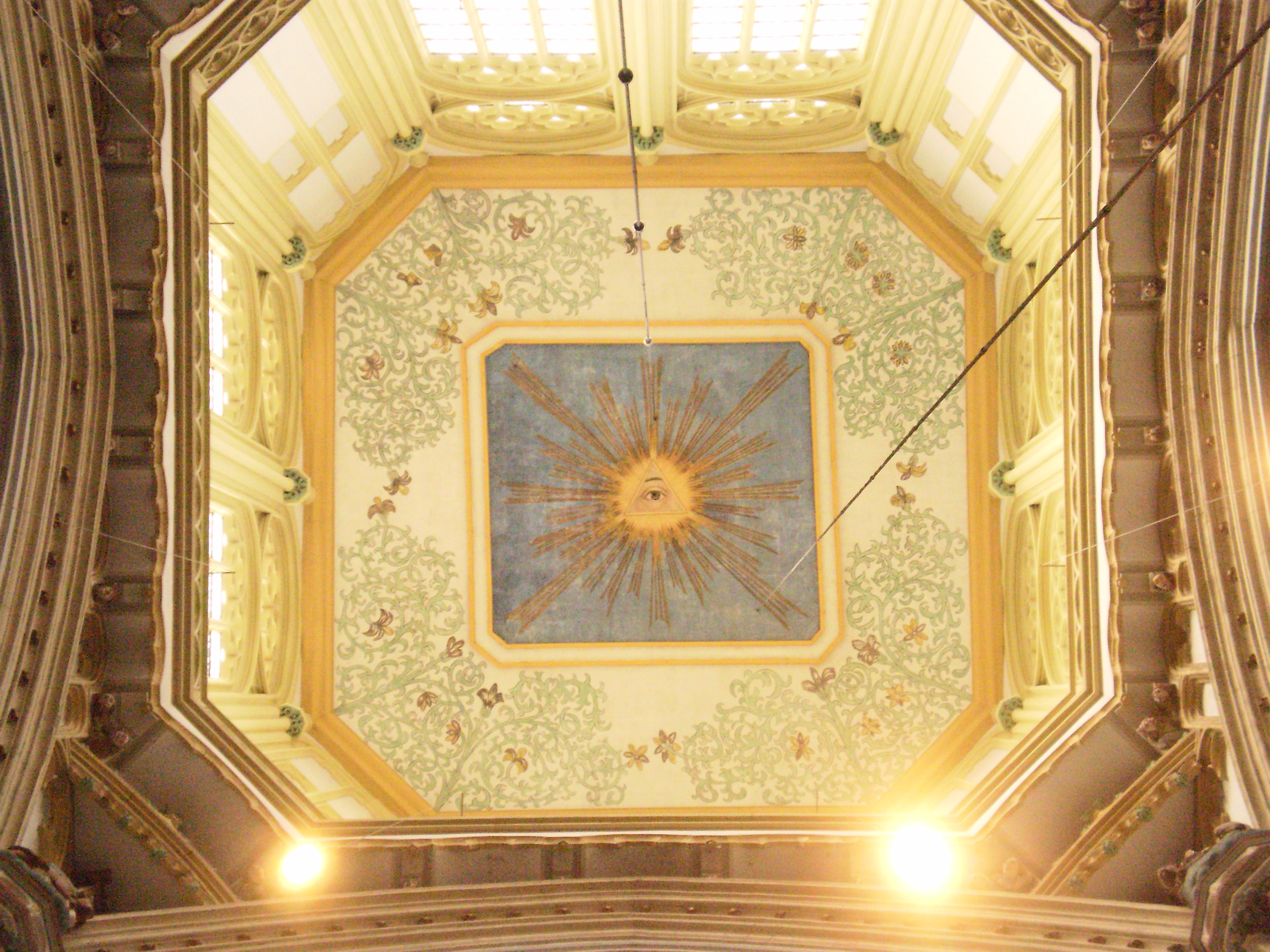
Middentoren in de Sint-Janskathedraal ('s-Hertogenbosch) (op 41 meter)

## Het alziend oog binnen de vrijmetselarij
Bij de vrijmetselarij denkt men aan het oog van ieders eigen hoge beginsel, wat daar de Opperbouwmeester des Heelals wordt genoemd. Dat hoge beginsel mag voor ieder lid anders zijn, een god, de kracht van de natuur of welk ander begrip dan ook, dat kan dienen als een ethisch/moreel toetsingskader voor het eigen handelen. Er is niets wat aan zijn blik ontsnapt. In de ordegrondwet van de Orde van Vrijmetselaren onder het Grootoosten der Nederlanden wordt het handelen van een lid omschreven als: "Hij verricht die arbeid in het licht van een hoog beginsel, symbolisch aangeduid als opperbouwmeester des heelals".
Het alziend oog wordt in de regel afgebeeld op of binnen een driehoek. Tijdens een ritueel wordt het verlicht. Het alziend oog hangt, althans op het vaste land van Europa, tijdens de leerlinginwijdingen (open loges) in de meeste werkplaatsen (rituele ruimtes) van vrijmetselaarsloges aan de wand tegenover de ingang, in wat symbolisch als het oosten wordt aangeduid, boven de stoel van de voorzittend meester. Het wordt gedurende het gehele ritueel verlicht.
In de andere continentaal-Europese inwijdingsrituelen, zoals die voor gezellen en meesterinwijding, ontbreekt het alziend oog. Tijdens rituelen waarin geen inwijding plaatsvindt, zoals de rouwloge en het zomer- en winter Sint Jan, is het wel in de meeste loges aanwezig.
In de Angelsaksische vrijmetselarij hangt het alziend oog centraal in de rituele ruimte aan het plafond, of is daarop afgebeeld. Het blijft aanwezig tijdens alle rituelen.
Het gebruik van het alziend oog wordt vanuit een stroming binnen de vrijmetselarij afgedaan als niet authentiek; het alziend oog zou slechts ter decoratie dienen. Er wordt in de rituelen namelijk niet in woord of handeling naar verwezen. In het leerling-ritueel is het bij sommige loges daarom vervangen door de spreuk “des wetens end”. Voorbeelden daarvan zijn te vinden in het Amsterdamse logegebouw en het vrijmetselaarsmuseum in Den Haag.

## Het alziend oog binnen de Illuminati
Dit symbool werd nooit gebruikt door de oprichter van de Orde der Illuminati Adam Weishaupt, in tegenstelling tot latere beweringen. In 1785 werden de Illuminati door de regering van Beieren verboden.

## Connotatie
Het alziend oog wordt door complotdenkers wel gezien als symbool voor geheime genootschappen die zich bezig zouden houden met infiltratie in regeringen en de financiële wereldtop, met als doel het stichten van een wereldregering, de zogenaamde Nieuwe Wereldorde.

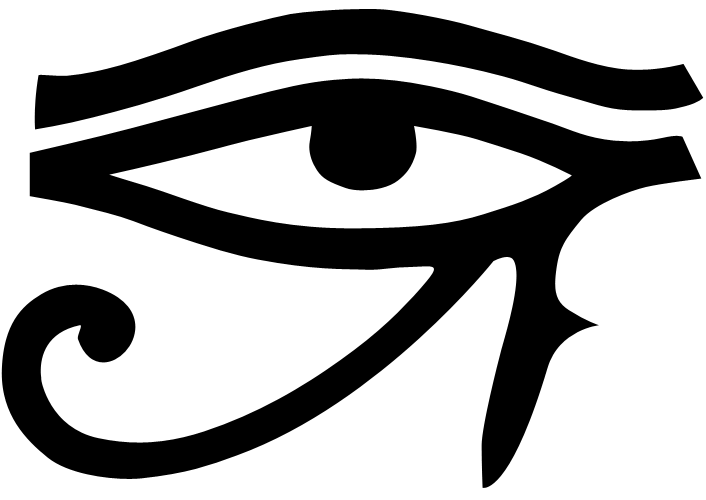
Oog van Ra, oppergod van de oude Egyptenaren. Het symbool staat ook bekend als het Oog van Horus.
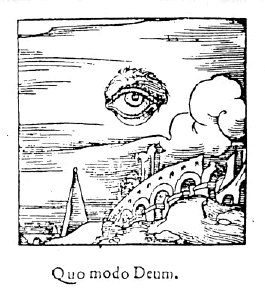
Een alchemistische houtsnede. Het alziend oog van God zweeft door de lucht.
Een christelijke versie van het alziend oog. De driehoek met strepen beeldt de heilige drie-eenheid uit.
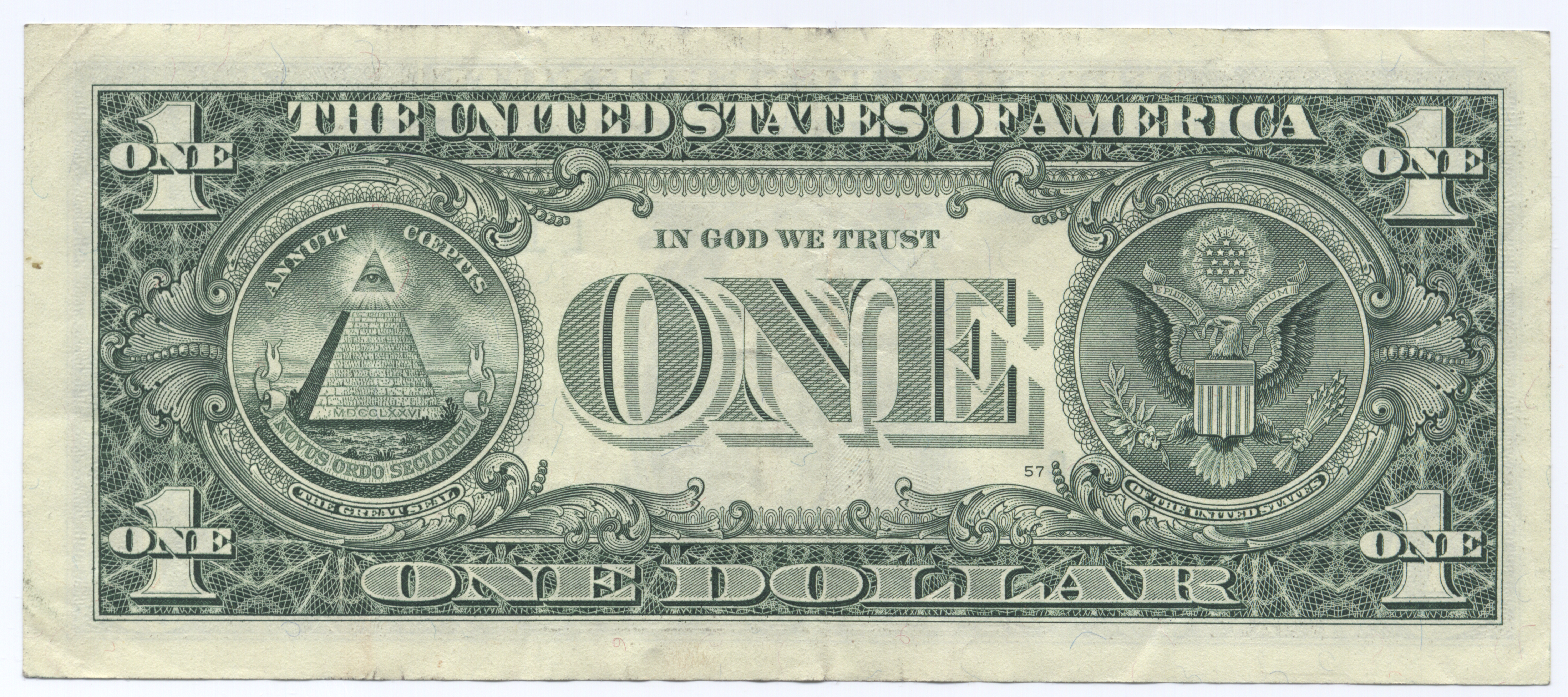
Alziend oog links op de achterkant van het Amerikaanse 1 dollarbiljet.
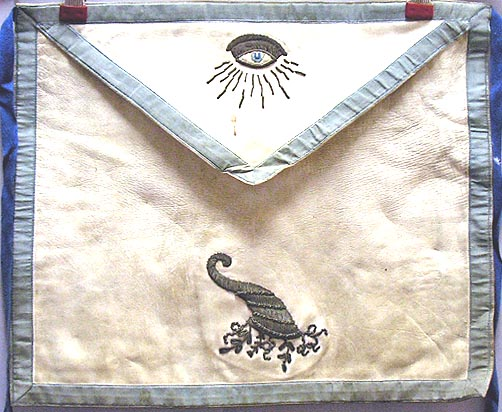
Vrijmetselaarsschootsvel met alziend oog.
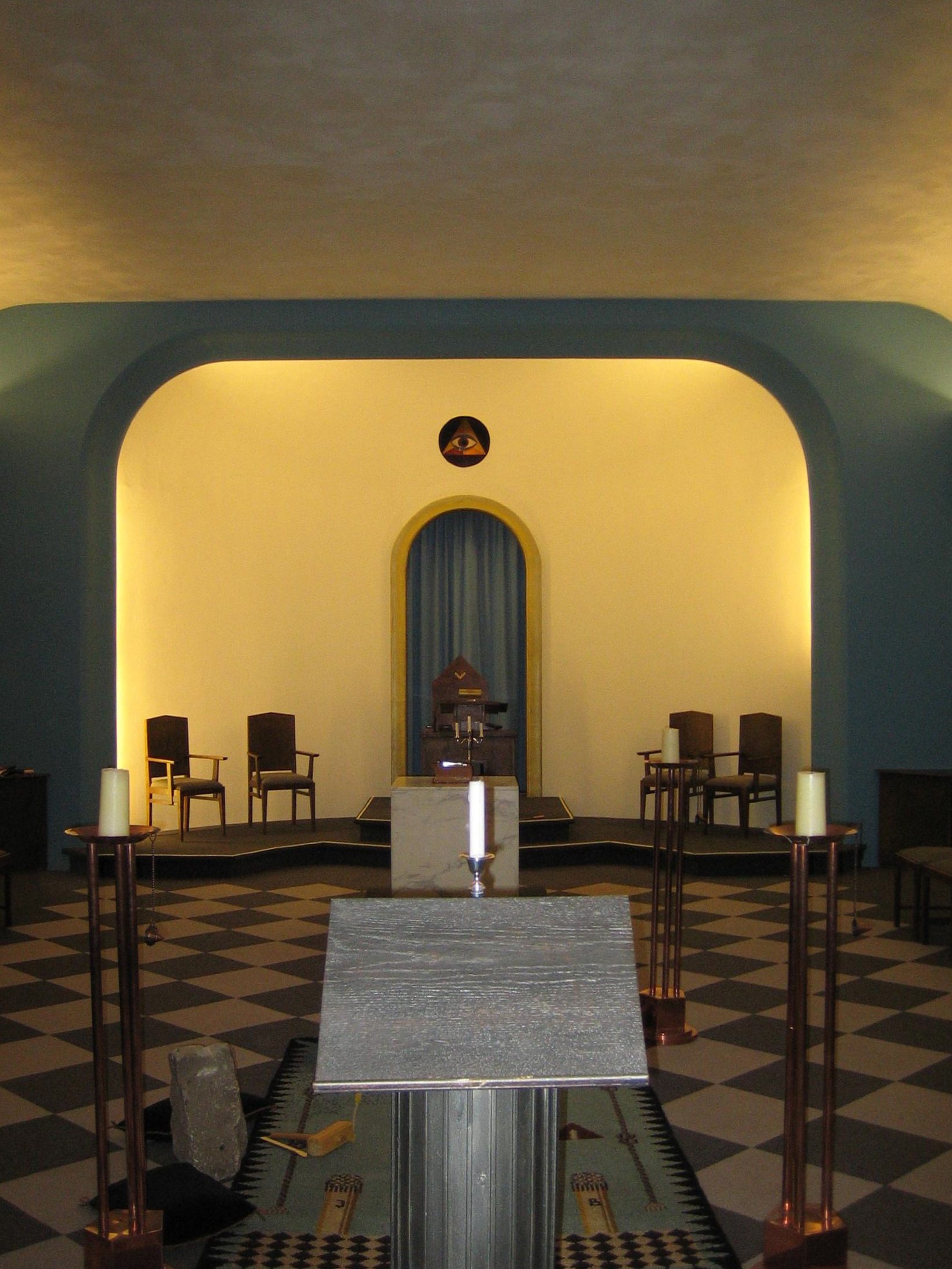
De vrijmetselaarswerkplaats met boven de stoel van de voorzittend meester (uitgevoerd met winkelhaak) een alziend oog.

Vrijmetselarij · Beginselen · Geschiedenis · Symbolen · Vrijmetselaarsloge · Ordegrondwet · Obediëntie · Regulariteit en irregulariteit · Ritus · Graden · Grootmeester · Gemengde vrijmetselarij · Para-vrijmetselarij · Antivrijmetselarij · Vrijmetselarij in Nederland · Vrijmetselarij in België